# Сполдинг, Генри
Генри Сполдинг (англ. Henry Harmon Spalding; 1803[…], Бат, Нью-Йорк — 3 августа 1874, Лапуай, Айдахо) — американский миссионер пресвитерианского толка. Одним из первых пересек Скалистые горы и осуществлял миссионерскую деятельность на территории современных штатов Айдахо и Вашингтон. Родился в штате Нью-Йорк. Не окончив Теологическую семинарию отправился проповедовать христианство среди индейцев Не-персе по Орегонской тропе. В 1836 году он достиг Вайоминга. Затем, уже на территории Айдахо, которое в то время контролировалось британскими пушными компаниями, Сполинг начал свою миссию среди индейцев, переведя на местный язык Евангелие от Матфея. В 1847 году после разгрома соседней миссии индейцами Сполингу пришлось эвакуироваться. Однако в 1862 году он вновь вернулся на место своей миссии.